# Europese kampioenschappen veldrijden 2019 - Jongens junioren
Het Europees kampioenschap veldrijden 2019 voor jongens junioren werd gehouden op zondag 10 november in het Italiaanse Silvelle di Trebaseleghe. De Belg Thibau Nys won zijn eerste titel bij de junioren.

## Uitslag
| Pos.          | Renner                  | Land                | Tijd       |
| ------------- | ----------------------- | ------------------- | ---------- |
| Europese trui | Thibau Nys              | België              | 41'10"     |
| Zilver        | Jente Michels           | België              | + 9"       |
| Brons         | Dario Lillo             | Zwitserland         | + 1'10"    |
| 4             | Jetze Van Campenhout    | België              | + 1'26"    |
| 5             | Lennert Belmans         | België              | + 1'30"    |
| 6             | Davide De Pretto        | Italië              | + 2'01"    |
| 7             | Marco Brenner           | Duitsland           | + 2'12"    |
| 8             | Noé Castille            | Frankrijk           | + 2'15"    |
| 9             | Emiel Verstrynge        | België              | + 2'26"    |
| 10            | Ugo Ananie              | Frankrijk           | + 2'29"    |
| 11            | Lars Sommer             | Zwitserland         | + 2'35"    |
| 12            | Rémi Lelandais          | Frankrijk           | + 2'54"    |
| 13            | Jan Zatloukal           | Tsjechië            | + 3'00"    |
| 14            | Tibor del Grosso        | Nederland           | + 3'01"    |
| 15            | Lorenzo Masciarelli     | Italië              | + 3'04"    |
| 16            | Yorben Lauryssen        | België              | + 3'07"    |
| 17            | Rory McGuire            | Verenigd Koninkrijk | + 3'24"    |
| 18            | Gustav Wang             | Denemarken          | + 3'27"    |
| 19            | Paul Anchain            | Frankrijk           | + 3'47"    |
| 20            | Jasper Levi Pahlke      | Duitsland           | + 3'58"    |
| 21            | Ward Huybs              | België              | + 4'07"    |
| 22            | Matyas Kopecky          | Nederland           | + 4'11"    |
| 23            | Danny van Lierop        | Nederland           | + 4'16"    |
| 24            | Simon Wyllie            | Verenigd Koninkrijk | + 4'47"    |
| 25            | Bailey Groenendaal      | Nederland           | + 4'48"    |
| 26            | Oliver Stockwell        | Verenigd Koninkrijk | + 4'50"    |
| 27            | Pavel Bittner           | Tsjechië            | + 5'10"    |
| 28            | Joost Brinkman          | Nederland           | + 5'16"    |
| 29            | Jean-Luc Halter         | Zwitserland         | + 5'21"    |
| 30            | Corran Carrick-Anderson | Verenigd Koninkrijk | + 5'22"    |
| 31            | Hugo Kars               | Nederland           | + 5'35"    |
| 32            | Madis Mihkels           | Estland             | + 5'47"    |
| 33            | Matous Fiala            | Tsjechië            | + 5'52"    |
| 34            | Daniel Cassol           | Italië              | + 6'34"    |
| 35            | David Sulc              | Tsjechië            | + 6'38"    |
| 36            | Timo Müller             | Zwitserland         | + 6'39"    |
| 37            | Kevin Pezzo Rosola      | Italië              | + 6'55"    |
| 38            | Darren Rafferty         | Ierland             | + 7'18"    |
| 39            | Levi van Hoften         | Nederland           | + 7'29"    |
| 40            | Tim Neffgen             | Duitsland           | + 7'36"    |
| 41            | Oliver Vederso Solvhoj  | Denemarken          | + 7'51"    |
| 42            | Jakub Musialik          | Polen               | + 7'51"    |
| 43            | Oscar Lind              | Zweden              | + 8'06"    |
| 44            | Pavel Jindrich          | Tsjechië            | + 8'12"    |
| 45            | Filippo Agostinacchio   | Italië              | + 8'16"    |
| 46            | Rasmus Duus Storgaard   | Denemarken          | + 8'19"    |
| 47            | Cristian Calligaro      | Italië              | + 8'35"    |
| 48            | Luca Harter             | Duitsland           | + 8'46"    |
| 49            | Salvador Alvarado       | Nederland           | + 8'48"    |
| 50            | Manuel Capra            | Italië              | + 9'21"    |
| 51            | Carl Kagevi             | Zweden              | + 9'25"    |
| 52            | Nils Aebersold          | Zwitserland         | + 9'34"    |
| 53            | Bryan Olivo             | Italië              | + 10'52"   |
| 54            | Szymon Pomian           | Polen               | + 11'07"   |
| 55            | Ruben Sanchez Estevez   | Spanje              | + 11'47"   |
| 56            | Emil Bodker             | Denemarken          | - 1 ronde  |
| 57            | Tobias Vanco            | Slowakije           | - 1 ronde  |
| 58            | Matic Kranjec Zagar     | Slovenië            | - 1 ronde  |
| 59            | Ciaran Dixon            | Ierland             | - 1 ronde  |
| 60            | Matús Jakub Koren       | Slowakije           | - 1 ronde  |
| 61            | Fabijan Kralj           | Slovenië            | - 1 ronde  |
| 62            | Matej Piga              | Slowakije           | - 1 ronde  |
| 63            | Maksymiliam Grzenkowicz | Polen               | - 1 ronde  |
| 64            | Antoni Lukow            | Polen               | - 1 ronde  |
| 65            | Samuel Kovác            | Slowakije           | - 1 ronde  |
| 66            | Blaz Zle                | Slovenië            | - 1 ronde  |
| 67            | Lukás Sokolík           | Slowakije           | - 1 ronde  |
| 68            | Pavel Balobanov         | Rusland             | - 3 rondes |

| Pos. | Punten | Prijzengeld |
| ---- | ------ | ----------- |
| 1    | 30     | € 350       |
| 2    | 20     | € 200       |
| 3    | 15     | € 150       |
| 4    | 12     | -           |
| 5    | 10     | -           |
| 6    | 8      | -           |
| 7    | 6      | -           |
| 8    | 4      | -           |
| 9    | 2      | -           |
| 10   | 1      | -           |

## Reglementen

### Landenquota
Nationale federaties mochten het volgende aantal deelnemers inschrijven:
- 8 rijders + 4 reserve rijders

### Startvolgorde
De startvolgorde per categorie was als volgt:
1. Meest recente UCI ranking veldrijden
2. Niet gerangschikte renners: per land in rotatie (o.b.v. het landenklassement van het laatste WK). De startvolgorde van niet gerangschikte renners binnen een team werd bepaald door de nationale federatie.

## Selectiecriteria

### België
Om in aanmerking te komen voor een selectie voor het EK was de Sporttechnische Commissie (STC) van de KBWB (Belgian Cycling) gekomen tot volgende selectiecriteria:
- Top 16 WB wedstrijd Bern

Opmerkingen:

a. Belgian Cycling behield zich het recht voor om in functie van de omstandigheden af te wijken van de selectiecriteria, mits gemotiveerde beslissing.

b. Naast de criteria zou er nog rekening gehouden worden met volgende factoren die doorslaggevend konden zijn voor de definitieve selectie:

00 • de fysieke, conditionele en medische toestand van de atleet

00 • de morele kwaliteiten en de fair-play van de atleet

c. Indien er meer atleten selecteerbaar waren dan het door de UEC toegekende quotum zou de selectie bepaald worden op basis van de behaalde resultaten in andere internationale competities in 2019.

e. De verantwoordelijke bondscoach maakte volledig onafhankelijk en in eer en geweten zijn selectie. Hij kon hierbij geen rekening houden met de vleugel waar hij op de loonlijst stond of het eventuele statuut van de ene of andere kandidaat.

f. De selectie werd ter goedkeuring voorgelegd aan de vergadering van de STC. In geval van betwisting was alleen het dagelijks bestuur van Belgian Cycling bevoegd. De selectie moest eveneens goedgekeurd worden door het dagelijks bestuur van Belgian Cycling.
| Selectienorm       | # | Renner               | Top 16 WB Bern |
| ------------------ | - | -------------------- | -------------- |
| Top 16 WB Bern     | 1 | Thibau Nys           | 1e plaats      |
| Top 16 WB Bern     | 2 | Jente Michels        | 2e plaats      |
| Top 16 WB Bern     | 3 | Emiel Verstrynge     | 3e plaats      |
| Top 16 WB Bern     | 4 | Lennert Belmans      | 5e plaats      |
| Top 16 WB Bern     | 5 | Ward Huybs           | 7e plaats      |
| Top 16 WB Bern     | 6 | Jetze van Campenhout | 9e plaats      |
| Aanwijsplaats KBWB | 7 | Yorben Lauryssen     | -              |

2003 · 
2004 · 
2005 · 
2006 · 
2007 · 
2008 · 
2009 · 
2010 · 
2011 · 
2012 · 
2013 · 
2014 · 
2015 · 
2016 · 
2017 · 
2018 · 
2019 ·
2020 ·
2021 ·
2022